# Block 13
Block 13 (en árabe, قطعة ١٣; romanizado qiteat ṯālatha 'ash, 'Bloque 13') es una serie animada kuwaití y una adaptación sin licencia de la serie animada estadounidense South Park. Fue creada por Muhammed Atta y emitida por la televisión kuwaití desde el 27 de noviembre del 2000 hasta el 5 de diciembre del 2002. Es la primera serie de animación producida en la región del Golfo Pérsico.
La serie sigue a Hammoud, Azzouz, Saloom, Honey, Abboud y su hermana Farooha, que a menudo viven extrañas y disparatadas desventuras. La serie trataba muchos temas que preocupaban a la población kuwaití de forma suave y humorística, pero evitaba hablar de temas potencialmente ofensivos, como la sexualidad o las cuestiones políticas. A diferencia de la serie en la que se basa, la cual va dirigida hacia el público adulto, este programa estaba orientado para las familias y niños de todas las edades. 

## Historia
Después de que South Park fuera prohibido en Oriente Medio por sus diversas burlas a varias religiones, incluyendo al islam, se decidió crear un programa que ocupara su lugar, lo que dio lugar a la creación del programa. El programa se emite cada año durante el Ramadán.
El programa tuvo éxito y dio lugar a muchas formas diferentes de mercancía, incluyendo juguetes, productos alimenticios, medios de comunicación para el hogar y varios otros. También se han emitido repeticiones de la serie en otros canales de televisión árabes. Sin embargo, fuera del mundo de habla árabe, la serie fue muy criticada por su animación, su estructura y su intento de imitar a South Park.

## Series derivadas

### Qatouta and Kaloob
Debido al éxito del programa, después de que terminó, se lanzó una serie derivada titulada Qatouta & Kaloob (en árabe: قطوطة وكلوب, romanizado: qatutat wakulub) que fue lanzada durante el Ramadán de 2004, transmitida en Al-Rai TV, realizada por las mismas personas que trabajaron en Block 13 y dirigida por Nawaf Salem Al-Shammari.
El programa está protagonizado por Qatouta, una gata morada, junto con Kaloob, el perro mascota de Honey. Qatouta tiene la voz de la misma actriz de voz que Farooha de Block 13. Algunos personajes de Block 13 hicieron algunas apariciones en esta serie derivada, tales como Abboud, Saloom y la señorita Attiyat, la maestra.

### 13th Street
13th Street o Street 13 (en árabe: شارع ١٣, 'Calle 13') es una serie animada creada en Kuwait y estrenada en abril del 2022 durante el Ramadán. Realizada por los creadores de Block 13, es considerada como un reinicio de esta serie, pero cuando se estrenó, fuera del mundo árabe, fue criticado por fanes de la serie original por no incluir a los personajes originales. Los personajes que aparecen en la serie posiblemente están inspirados en Los Simpson o Padre de familia, debido a su forma de vestimenta o personalidad. Es producida por Farooha Media Production y VO y transmitida en el servicio de streaming Awaan y en el canal de televisión Dubai TV.